# رنتسو رینالدی
رنتسو رینالدی (ایتالیایی: Renzo Rinaldi؛ ‏۸ مارس ۱۹۴۱–۲۰ فوریه ۲۰۰۴) بازیگر اهل ایتالیا بود.

## گزیدهٔ نقش‌آفرینی‌ها
- شوالیه‌های سفر تجسسی (۲۰۰۱)
- همه مردان بی‌کفایت (۱۹۹۹)
- بانیوماریا (۱۹۹۹)
- همه زن‌ها اینگونه‌اند (۱۹۹۲)
- پاپریکا (۱۹۹۱)
- فضول (۱۹۸۱)
- رو به جلو… حرکت! (۱۹۷۹)
- هیولا (۱۹۷۷)
- سکس با لبخند (۱۹۷۶)
- کاگلیوسترو (۱۹۷۵)
- دلدادگی (۱۹۷۴)
- برادر تاتسیو، اهل ولتری (۱۹۷۳)
- دکامرون شماره ۲ – دیگر حکایت‌های بوکاچو (۱۹۷۲)
- شب‌های گناه‌آلود پیترو آرتینو (۱۹۷۲)
- ... و فقط پیترو آرتینو نجات پیدا کرد، با یک دست در جلو و دست دیگر پشت… (۱۹۷۲)
- دکامرون ناپسند (۱۹۷۲)